# Jermaine Pennant
Jermaine Pennant Lloyd (Nottingham, 15 de gener de 1983) és un futbolista anglès d'origen jamaicà.
Acostuma a jugar a la demarcació de migcampista dret. Va guanyar notorietat el 2005, quan va haver de jugar un partit durant la seva llibertat condicional, que portava una etiqueta electrònica, després d'una condemna de per conduir sota els efectes de l'alcohol.